# Kuning Gading
Kuning Gading is een bestuurslaag in het regentschap Bungo van de provincie Jambi, Indonesië. Kuning Gading telt 2855 inwoners (volkstelling 2010).